# 제24회 일본 참의원 의원 통상선거 결과
다음 문서는 제24회 일본 참의원 의원 통상선거의 각 선거구별 결과를 정리한 것이다. 제24회 일본 참의원 의원 통상선거는 2016년 7월 10일에 실시되었으며, 자유민주당이 선거에서 얻은 120석에 선거 직후 입당한 무소속 1석을 포함해 121석을 차지하였다. 민진당이 49석을 얻어 제2당을 차지하였다.

## 지역구
| 선거구      | 당선자            | 정당   | 변동 | 선거 결과                                                           |
| ----------- | ----------------- | ------ | ---- | ------------------------------------------------------------------- |
| 홋카이도    | 하세가와 가쿠     | 자민당 | 유지 | 자민당 25.5 · 민진당 22.0 · 민진당 19.3 · 자민당 19.0 · 공산당 9.4  |
| 홋카이도    | 도쿠나가 에리     | 민진당 | 유지 | 자민당 25.5 · 민진당 22.0 · 민진당 19.3 · 자민당 19.0 · 공산당 9.4  |
| 홋카이도    | 하치로 요시오     | 민진당 | 획득 | 자민당 25.5 · 민진당 22.0 · 민진당 19.3 · 자민당 19.0 · 공산당 9.4  |
| 아오모리 현 | 타나부 마사요     | 민진당 | 획득 | 민진당 49.2 · 자민당 47.9                                           |
| 이와테 현   | 키도구치 에이지   | 무소속 | 획득 | 무소속 53.3 · 자민당 41.0                                           |
| 미야기 현   | 사쿠라이 미츠루   | 민진당 | 유지 | 민진당 51.1 · 자민당 47.0                                           |
| 아키타 현   | 이시이 히로       | 자민당 | 유지 | 자민당 53.9 · 민진당 44.0                                           |
| 야마가타 현 | 후나야마 야스에   | 무소속 | 획득 | 무소속 59.0 · 자민당 38.3                                           |
| 후쿠시마 현 | 마시코 테루히코   | 민진당 | 유지 | 민진당 50.5 · 자민당 47.2                                           |
| 이바라키 현 | 오카다 히로시     | 자민당 | 유지 | 자민당 50.3 · 민진당 25.3 · 공산당 9.4 · 유신회 7.2                 |
| 이바라키 현 | 군지 아키라       | 민진당 | 유지 | 자민당 50.3 · 민진당 25.3 · 공산당 9.4 · 유신회 7.2                 |
| 도치기 현   | 우에노 미치코     | 자민당 | 유지 | 자민당 58.9 · 무소속 38.3                                           |
| 군마 현     | 나카소네 히로후미 | 자민당 | 유지 | 자민당 66.0 · 민진당 31.1                                           |
| 사이타마 현 | 세키구치 마사카즈 | 자민당 | 유지 | 자민당 29.2 · 민진당 22.0 · 공명당 20.9 · 공산당 15.8 · 유신회 7.4  |
| 사이타마 현 | 오노 모토히로     | 민진당 | 유지 | 자민당 29.2 · 민진당 22.0 · 공명당 20.9 · 공산당 15.8 · 유신회 7.4  |
| 사이타마 현 | 니시다 마코토     | 공명당 | 유지 | 자민당 29.2 · 민진당 22.0 · 공명당 20.9 · 공산당 15.8 · 유신회 7.4  |
| 지바 현     | 이노구치 쿠니코   | 자민당 | 유지 | 자민당 29.2 · 자민당 22.1 · 민진당 18.1 · 공산당 13.5 · 민진당 12.1 |
| 지바 현     | 모토에 타이치로   | 자민당 | 획득 | 자민당 29.2 · 자민당 22.1 · 민진당 18.1 · 공산당 13.5 · 민진당 12.1 |
| 지바 현     | 코니시 히로유키   | 민진당 | 유지 | 자민당 29.2 · 자민당 22.1 · 민진당 18.1 · 공산당 13.5 · 민진당 12.1 |

## 비례대표
| 순번 | 자민당            | 득표    | 민진당          | 득표    | 공명당            | 득표    | 공산당          | 득표   | 유신회              | 득표    | 사민당          | 득표    | 생활당      | 득표    |
| ---- | ----------------- | ------- | --------------- | ------- | ----------------- | ------- | --------------- | ------ | ------------------- | ------- | --------------- | ------- | ----------- | ------- |
| 1    | 토쿠시게 마사유키 | 521,060 | 코바야시 마사오 | 270,285 | 나가사와 히로아키 | 942,266 | 이치다 타다요시 | 77,348 | 가타야마 도라노스케 | 194,902 | 후쿠시마 미즈호 | 254,956 | 아오키 아이 | 109,050 |
| 2    | 이오야마 시게하루 | 481,890 | 하마구치 마코토 | 266,623 | 아키노 코조       | 612,066 | 타무라 토모코   | 49,113 | 와타나베 요시미     | 143,343 |                 |         |             |         |
| 3    | 카타야마 사츠키   | 393,382 | 아리타 요시후   | 215,823 | 요코야마 신이치   | 606,889 | 다이몬 미키시   | 33,078 | 이시이 미츠코       | 68,147  |                 |         |             |         |